# Carl Klæth
Carl Klæth (Steinkjer, 3 luglio 1887 – Steinkjer, 16 agosto 1966) è stato un ginnasta norvegese.

## Palmarès

### Olimpiadi
- Argento a Londra 1908 nel concorso a squadre.